# Liste des titres musicaux numéro un au Canada en 2014
Cette page liste les titres musicaux classés numéro un au Canada au cours de l'année 2014 d'après le Canadian Hot 100.

## Historique
| №  | Date         | Artiste(s)                                     | Chanson             | Réf.   |
| -- | ------------ | ---------------------------------------------- | ------------------- | ------ |
| 1  | 4 janvier    | Pitbull featuring Kesha                        | Timber              | [ 1 ]  |
| 2  | 11 janvier   | Pitbull featuring Kesha                        | Timber              | [ 2 ]  |
| 3  | 18 janvier   | Pitbull featuring Kesha                        | Timber              | [ 3 ]  |
| 4  | 25 janvier   | Pitbull featuring Kesha                        | Timber              | [ 4 ]  |
| 5  | 1er février  | Pitbull featuring Kesha                        | Timber              | [ 5 ]  |
| 6  | 8 février    | OneRepublic                                    | Counting Stars      | [ 6 ]  |
| 7  | 15 février   | Katy Perry featuring Juicy J                   | Dark Horse          | [ 7 ]  |
| 8  | 22 février   | A Great Big World featuring Christina Aguilera | Say Something       | [ 8 ]  |
| 9  | 1er mars     | Katy Perry featuring Juicy J                   | Dark Horse          | [ 9 ]  |
| 10 | 8 mars       | Pharrell Williams                              | Happy               | [ 10 ] |
| 11 | 15 mars      | Pharrell Williams                              | Happy               | [ 11 ] |
| 12 | 22 mars      | Pharrell Williams                              | Happy               | [ 12 ] |
| 13 | 29 mars      | Pharrell Williams                              | Happy               | [ 13 ] |
| 14 | 5 avril      | Pharrell Williams                              | Happy               | [ 14 ] |
| 15 | 12 avril     | Pharrell Williams                              | Happy               | [ 15 ] |
| 16 | 19 avril     | Pharrell Williams                              | Happy               | [ 16 ] |
| 17 | 26 avril     | Pharrell Williams                              | Happy               | [ 17 ] |
| 18 | 3 mai        | Pharrell Williams                              | Happy               | [ 18 ] |
| 19 | 10 mai       | Pharrell Williams                              | Happy               | [ 19 ] |
| 20 | 17 mai       | John Legend                                    | All of Me           | [ 20 ] |
| 21 | 24 mai       | John Legend                                    | All of Me           | [ 21 ] |
| 22 | 31 mai       | John Legend                                    | All of Me           | [ 22 ] |
| 23 | 7 juin       | John Legend                                    | All of Me           | [ 23 ] |
| 24 | 14 juin      | John Legend                                    | All of Me           | [ 24 ] |
| 25 | 21 juin      | Iggy Azalea featuring Charli XCX               | Fancy               | [ 25 ] |
| 26 | 28 juin      | Sam Smith                                      | Stay with Me        | [ 26 ] |
| 27 | 5 juillet    | Sam Smith                                      | Stay with Me        | [ 27 ] |
| 28 | 12 juillet   | Sam Smith                                      | Stay with Me        | [ 28 ] |
| 29 | 19 juillet   | Sam Smith                                      | Stay with Me        | [ 29 ] |
| 30 | 26 juillet   | Sam Smith                                      | Stay with Me        | [ 30 ] |
| 31 | 2 août       | Sam Smith                                      | Stay with Me        | [ 31 ] |
| 32 | 9 août       | Sam Smith                                      | Stay with Me        | [ 32 ] |
| 33 | 16 août      | Nico & Vinz                                    | Am I Wrong          | [ 33 ] |
| 34 | 23 août      | Maroon 5                                       | Maps                | [ 34 ] |
| 35 | 30 août      | Maroon 5                                       | Maps                | [ 35 ] |
| 36 | 6 septembre  | Taylor Swift                                   | Shake It Off        | [ 36 ] |
| 37 | 13 septembre | Taylor Swift                                   | Shake It Off        | [ 37 ] |
| 38 | 20 septembre | Meghan Trainor                                 | All About That Bass | [ 38 ] |
| 39 | 27 septembre | Taylor Swift                                   | Shake It Off        | [ 39 ] |
| 40 | 4 octobre    | Meghan Trainor                                 | All About That Bass | [ 40 ] |
| 41 | 11 octobre   | Meghan Trainor                                 | All About That Bass | [ 41 ] |
| 42 | 18 octobre   | Meghan Trainor                                 | All About That Bass | [ 42 ] |
| 43 | 25 octobre   | Meghan Trainor                                 | All About That Bass | [ 43 ] |
| 44 | 1er novembre | Meghan Trainor                                 | All About That Bass | [ 44 ] |
| 45 | 8 novembre   | Meghan Trainor                                 | All About That Bass | [ 45 ] |
| 46 | 15 novembre  | Meghan Trainor                                 | All About That Bass | [ 46 ] |
| 47 | 22 novembre  | Taylor Swift                                   | Shake It Off        | [ 47 ] |
| 48 | 29 novembre  | Taylor Swift                                   | Blank Space         | [ 48 ] |
| 49 | 6 décembre   | Taylor Swift                                   | Blank Space         | [ 49 ] |
| 50 | 13 décembre  | Taylor Swift                                   | Blank Space         | [ 50 ] |
| 51 | 20 décembre  | Taylor Swift                                   | Blank Space         | [ 51 ] |
| 52 | 27 décembre  | Taylor Swift                                   | Blank Space         | [ 52 ] |